# دیگو نیکولایفسکی
دیگو نیکولایفسکی (انگلیسی: Diego Nicolaievsky؛ زادهٔ ۲۰ آوریل ۱۹۹۳) بازیکن فوتبال اهل آرژانتین است.
از باشگاه‌هایی که در آن بازی کرده‌است می‌توان به باشگاه فوتبال جیمناسیا لاپلاتا اشاره کرد.